# 安室翁主 (尚泰王女)
安室翁主（1874年—1944年）是琉球國第二尚氏王朝一位王族。童名真鍋樽，稱安室御殿。
她是尚泰王的次女，為松川按司毛氏眞鶴金所生。嫁給伊江朝猷後，改名伊江安子。
1924年，她繼任聞得大君。安室翁主一個人坐車前往齋場御嶽舉行了聞得大君的就職儀式「下御新」（御新下り）。這次儀式僅在一天之內完成，連祝女一個也都沒有邀請。這也是歷史上最後一次的「下御新」儀式。